# الماشية جيجو السوداء

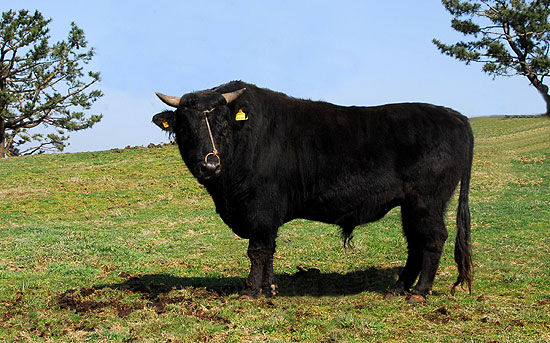
تربية الثور الأسود جيجو

الماشية جيجو السوداء تعتبر هي واحدة من سلالات الماشية المحلية الموجودة في شبه الجزيرة الكورية (جمهورية كوريا). ومنذ عصر ما قبل التاريخ، يعيش هذا النسل في البيئة شبه الاستوائية لجزيرة جيجو (وهي مقاطعة خاصة ذات حكم ذاتي في جمهورية كوريا). ولقد وصفت الأدلة الموجودة في الوثائق القديمة (حوليات سلالة جوسون - السجلات السنوية لأسرة جوسون، و Tamna Sullyeokdo- اللوحات التي تصور الشؤون الرسمية لجيجو خلال سلالة جوسون) بشأن وجود الماشية السوداء جيجو وصفت ان لحم هذه الماشية كان يقدم إلى الملك أو يستخدم كقربان طقوسي. 
على الرغم من وجود الذي يعود إلى ما قبل التاريخ، فإن التقلص الكبيرً في عدد السكان في جزيرة جيجو قد صنف السلالة على أنها مهددة بالانقراض حتى الثمانينيات. وخلال العقود القليلة الماضية، ركزت سياسات حكومة كوريا الجنوبية في مجال الصناعة الزراعية على الأتمتة وزيادة نواتج المنتجات الزراعية مما أدى أيضًا إلى توجيه معظم الاهتمام الصناعي نحو تربية أهم مصدر محلي لحوم البقر المعروف باسم الماشية Hanwoo («الماشية الأصلية الكورية» أو "Han-u" ') من السلالات الأصلية الأخرى مثل Jeju Black Cattle. ونتيجة لذلك، فقدت هذه السلالة المحلية أهميتها الاقتصادية بالنسبة إلى مزارعى الماشية على مدى سنوات، ربما بسبب ضعف أداء نموهم في غياب مخططات التربية المنهجية. 
بيد أن معهد جيجو لتعزيز تربية الماشية (جيجو SPI) اتخذ في أوائل التسعينات مبادرات لتنفيذ سياسة كاملة لحفظ وانتشارالماشية السوداء جيجو. ويجرى حتى الآن تربية 150 من ماشية جيجو السوداء تحت رعاية جيجو SPI. في عام 2013، أعلنت الحكومة الكورية رسميًا أن سلالة الماشية كمورد جيني للحيوان ثمين القيمة ولكنه معرض للخطر في البلاد وفرضت نصبًا طبيعيًا رقم 546، للتأكيد على الحفاظ عليه وانتشاره بشكل أفضل. وبإلاضافة إلى ذلك، تم بالفعل تسجيل ما مجموعه 619 جيجو الماشية السوداء من طراز جيجو في نظام قاعدة بيانات البذرة الكورية التابع للجمعية الكورية لتحسين الحيوانات. 

## خصائص السلالة

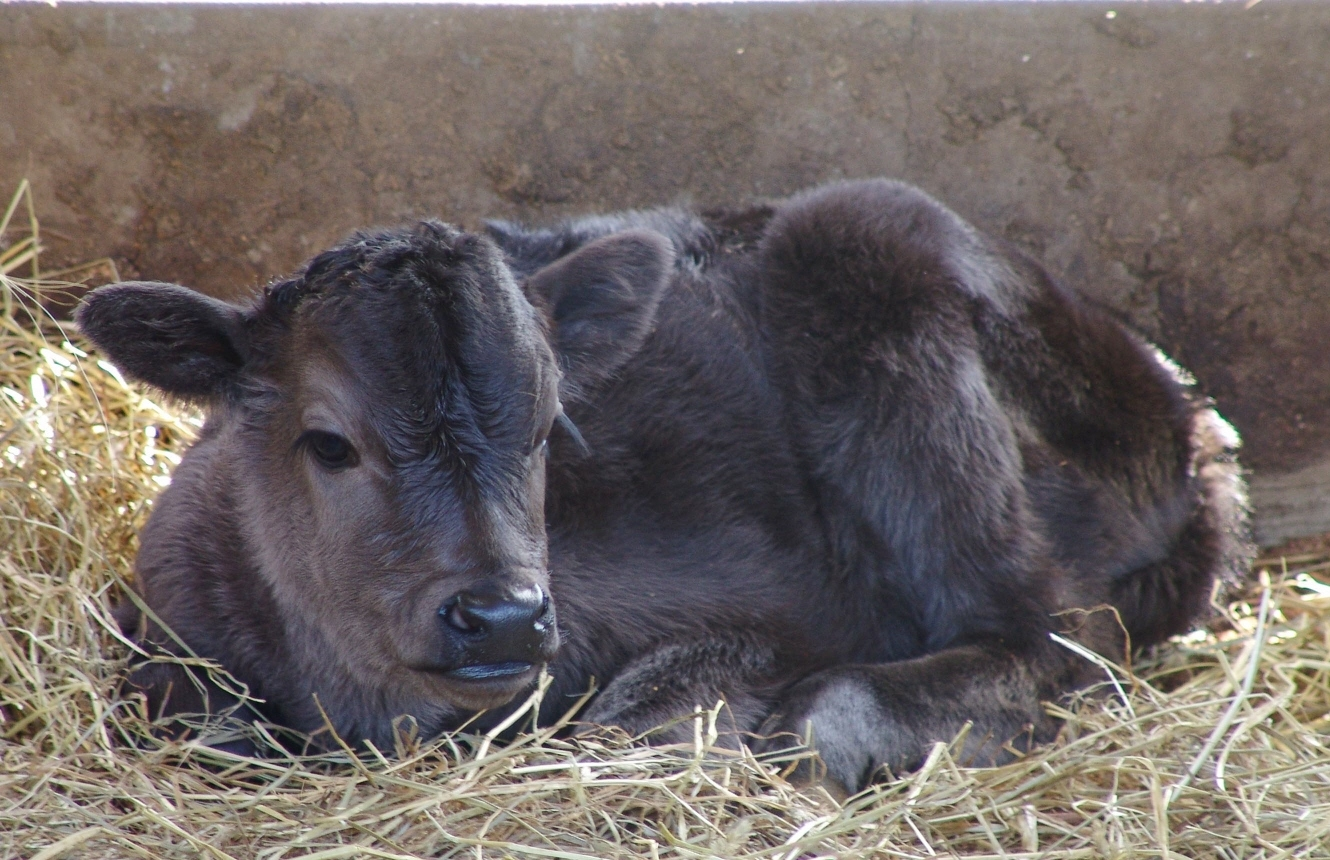
العجل الأسود جيجو

### تشكيل الجسم
جيجو بلاك ماشية متواضعة، أصغر نسبيًا في حجم الجسم وطول الجسم، قصيرة ورفيع الأرجل بالمقارنة مع غيرة من البقر الكوري الأصلية الأخرى، وهو مغطى بشعر أسود على كامل الجسم. جباههم عريضة. الأذنين مستقيمتان وقصيرة ومستديرة. نادرا ما يتم العثور على Dewlaps على السوار. تم العثور على قرون في أنواع مختلفة، وبعضها له لونان. أسود على الجوانب الخارجية وأبيض على الجوانب الداخلية، يشبه أيضًا ماشية ميشيما في اليابان. يبلغ متوسط طول الثيران والأبقار البالغة من العمر 36 شهرًا 137   سم و 125   سم، على التوالي. أيضا، كما يبلغ متوسط طول الجسم 154   سم و 140   سم، على التوالي. في المتوسط، يبلغ وزن الجسم من الثيران والأبقار البالغة حوالي 600   كجم و 380   كجم، على التوالي. 

### تربية
النضج الجنسي (العمر عند الحرارة الأولى) من عجول الأبقار في جيجو بلاك ماشون يبلغ حوالي 15 شهرًا من العمر. تستغرق دورة الإستروس 20 يومًا تقريبًا بدون تغير موسمي. يبلغ متوسط مدة الحمل حوالي 280 يومًا. حاليا، يتم تربية معظمها من خلال التلقيح الاصطناعي أو نقل الأجنة. 

### التكيف المناخي ومقاومة الأمراض
فالقدرة على التكيف مع المناخ ومقاومة الامراض يبديان قوة وقدرة أكبر على التحمل في لمناخ المحلي. تظهر تحملًا قويًا في فصل الشتاء؛ ومع ذلك، تظهرون تحمل أقل في حرارة الصيف. كما أنها تقاوم بشكل عام العديد من أمراض البقر والطفيليات الشائعة، مثل القراد أو العث، والتي تفضل بشكل خاص رعيها في البيئات شبه الاستوائية. 

### خصائص اللحوم
تم تقديم لحوم البقر جيجو الماشية للملك ذات مرة بسبب مذاقه الممتاز. لديها نسيج ممتاز ورخامي. عضلات هذه الماشية الخاصة بها رقيقة ولديها مخزون دقيق من الجسيمات الدهنية، مما يساهم في النكهة الغنية. لحوم أبقار جيجو السوداء ماشية أغنى في حمض الأوليك، حمض اللينوليك، والأحماض الدهنية غير المشبعة من لحم الأبقار الكورية الأصلية (هان يو). لذلك يقيم على أنه غذاء محتمل للرفاهية وله مذاق ممتاز معتمد من قبل الذواقة. 

## التاريخ

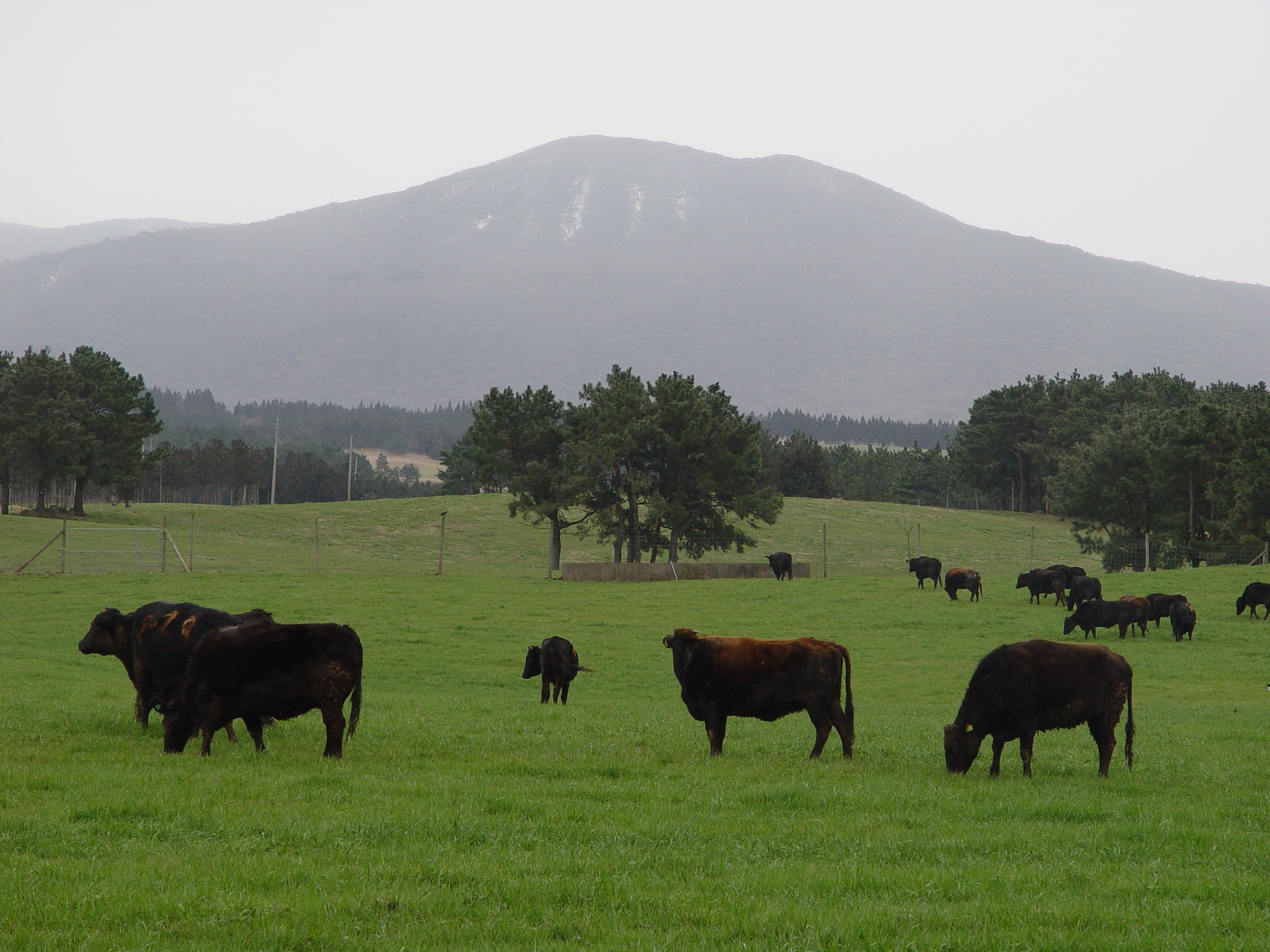
رعي جيجو الماشية السوداء

تم العثور على أول لوحة تاريخية لجيجو بلاك ماشية على لوحة جدارية لقبر قديم يدعى Anak Tomb No.3 خلال عهد Goguryeo في 357 م. هناك أيضًا وثائق قديمة، حوليات سلالة جوسون والعديد من الوثائق الأخرى التي وصفت أشكال سلالات الماشية. يعود تاريخ تكاثر ماشية جيجو السوداء في جزيرة جيجو إلى عام 1702 م، خلال فترة 28 سنة من حكم الملك سوكجونج. مدير مكتب جيجو موك الإقليمي في تلك الفترة، والمعروف باسم Yi Hyeong-sang ، تم مسحه في جميع أنحاء الجزيرة بأكملها، وتم جمع هذه السجلات في Tamna Sullyeokdo. وفقا لتقريره، تم تربية ما مجموعه 703 من الماشية السوداء في ذلك الوقت في الجزيرة. أيضًا، تم تقديم أدلة علمية حديثة (استنادًا إلى تحليل الحمض النووي للعظام المستعادة من Gonae-ri و Gwakji-ri في Aewaleup ، Jeju City) من قبل أستاذ في جامعة جيجو الوطنية (أوه وآخرون، 2005) أن أسلاف جيجو الحالي لقد نشأ الماشية السوداء من قبل البشر منذ عصور ما قبل التاريخ. 
ومع ذلك، أصبحت Jeju Black Cattle مهددة بالانقراض خاصة خلال الفترة الاستعمارية اليابانية في 1920s. تم نزع ملكية معظم Jeju Black Cattles بقوة وشحنها إلى اليابان. منذ عام 1992، قام العلماء في معهد تعزيز تربية الماشية في جيجو بجمع ماشية جيجو السوداء التي كانت مبعثرة في مزارع خاصة في جزيرة جيجو وتمت إدارتها كمجموعة من الموارد الجينية. كما أنهم يقومون بتنفيذ مشاريع الحفظ / الانتشار. وفقًا لتوقعات أهداف المشروع، إذا نجحت، فسيوجد أكثر من 600 من هذه الماشية السوداء في منطقة جيجو في المستقبل القريب. طورت Jeju SPI أيضًا أداة لتمييز السلالات باستخدام الواسمات الجينية. تم تطبيق هذه الأداة للحفاظ على تفرد سلالة جيجو الماشية السوداء. في عام 2013، اعترفت حكومة جمهورية كوريا بالقيم التاريخية والثقافية للماشية جيجو السوداء وأعطتها النصب الطبيعي رقم 546 للملكية الثقافية الوطنية لمنع الانقراض والحفاظ على السلالة. كما تدير الجمعية الكورية لتحسين الحيوانات، التي تعمل بشكل أساسي في إدارة التعريف الفردي ومعلومات النسب لحيوان البذر المملوك من قبل المؤسسات أو المربين الخاصين، معلومات تربية القطيع من Jeju Black Cattle في نظام قاعدة بيانات التسجيل الخاص بهم، وهو مفتوح للجمهور. 

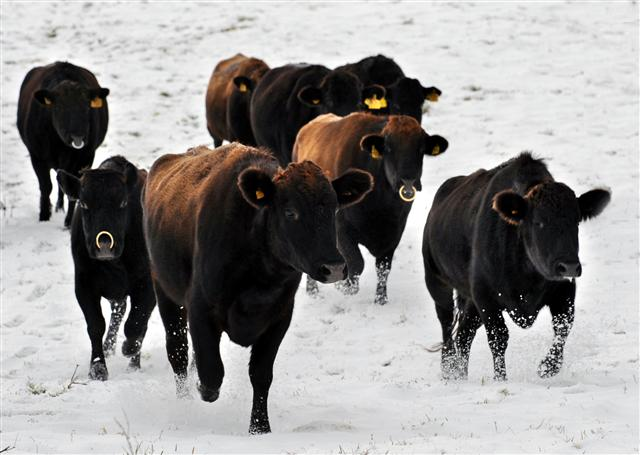
جيجو الماشية السوداء في حقل ثلجي